# Łemkowie

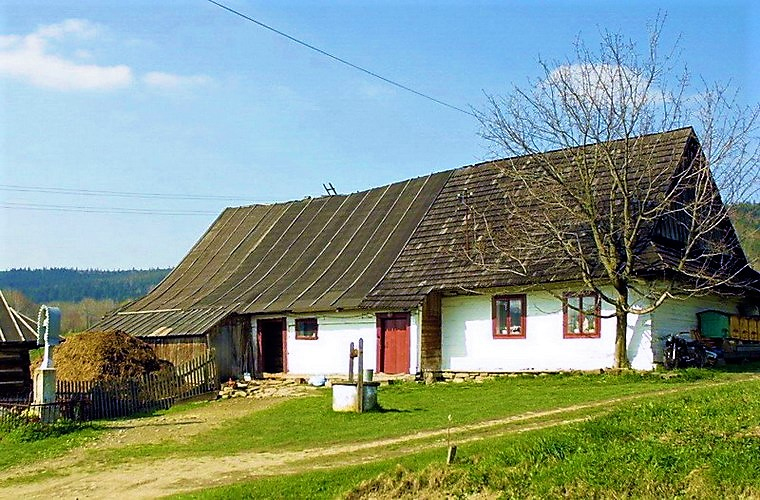
Łemkowska chyża we wsi Nowica

Łemkowie (również: Rusini, Rusnacy, Rusnaki) – wschodniosłowiańska grupa etniczna identyfikująca się jako część narodu rusińskiego (karpatoruskiego) bądź jako część narodu ukraińskiego. Ich historyczna ojczyzna, Łemkowszczyzna, obejmuje głównie tereny południowo-wschodniej Polski (Beskid Niski, wschodnią część Beskidu Sądeckiego i zachodnie Bieszczady) oraz północno-wschodniej Słowacji. Do 1947 roku Łemkowie zamieszkiwali te obszary w zwartych skupiskach. Ich sytuacja zmieniła się radykalnie w wyniku powojennych wysiedleń – przymusowej repatriacji do ZSRR (1944–1946) oraz akcji „Wisła” (1947), podczas której rozproszono ich na tzw. Ziemiach Odzyskanych. Współcześnie w Polsce działają organizacje łemkowskie kultywujące tradycje tej grupy, a status mniejszości etnicznej przysługuje Łemkom od 2005 roku. Na Słowacji są uznawani za odrębną grupę etnograficzną Rusinów.
Jedna z czterech uznanych prawnie mniejszości etnicznych w Polsce. Łemkowie z Polski wchodzą w kontinuum etnograficzne z ludnością wschodniosłowiańską, wywodzącą się także z przeciwległych stoków Karpat, która – pod różnymi nazwami – uznawana jest za odrębną autochtoniczną mniejszość narodową na Słowacji, w Czechach, Węgrzech, Rumunii, a także w Bośni i Hercegowinie, Serbii oraz Chorwacji. W Polsce, na Słowacji i w Serbii w większości nie utożsamiają się z narodem ukraińskim.
Obecnie mniejszość Łemków mieszka w historycznej ojczyźnie, pozostali żyją w diasporze na terenie Polski, Ukrainy, a także w USA i w Kanadzie.

## Liczebność i rozmieszczenie
Podczas Narodowego Spisu Powszechnego w 2011 roku narodowość łemkowską zadeklarowało 10 531 osób, w tym 5612 osób zadeklarowało ją jako jedyną narodowość, 7086 jako pierwszą lub jedyną, a 3445 jako drugą narodowość. Spośród osób deklarujących narodowość łemkowską 5 tys. mieszkało w województwie dolnośląskim, a 2 tys. w województwie małopolskim (z czego 1,5 tys. deklarowało jedynie narodowość łemkowską).
Poprzedni spis powszechny z 2002 wykazał 5850 obywateli polskich narodowości łemkowskiej. Ponad 100 Łemków odnotowano na obszarze takich gmin, jak Gromadka, miasto Lubin, gmina Lubin, Rudna, Chocianów, Przemków, Radwanice, Legnica, Wrocław, Strzelce Krajeńskie, Gorlice, Sękowa, Uście Gorlickie, Krynica-Zdrój.
Pierwotnym miejscem zamieszkania Łemków jest obszar Łemkowszczyzny.
Na początku XX wieku po polskiej stronie Karpat zamieszkiwało około 80 tys. Łemków. Pod koniec dwudziestolecia międzywojennego ich liczbę oceniano (w zależności od przyjętych granic Łemkowszczyzny) na 100–150 tysięcy.
O współczesnym rozmieszczeniu i liczebności Łemków zdecydowały akcje przesiedleńcze, przeprowadzone w latach 1946–1947. Pierwszą grupę przesiedleńców stanowią osoby wysiedlone w latach 1944–1946 na Ukrainę. Przesiedlenie to dotknęło nawet 60% ówczesnej liczebności Łemków. Przypuszcza się, że na Ukrainie może mieszkać obecnie do 90 tys. potomków tych Łemków, którzy przesiedleni zostali z Łemkowszczyzny w latach czterdziestych.
W ramach akcji „Wisła” wysiedleni zostali zaś na obszar Polski północnej i zachodniej. Przyjmuje się, że w gronie osób wówczas wysiedlonych było 30–35 tys. Łemków w jakiś sposób świadomych swej odrębności etnicznej czy kulturowej. Możliwość powrotu na Łemkowszczyznę zaistniała po odwilży politycznej w 1956, jednak powroty nie były masowe (według różnych ocen od 3% do 10% wysiedlonych). Większość Łemków pozostała zatem w miejscach przesiedlenia, co w konsekwencji doprowadziło do nowego podziału współczesnej społeczności łemkowskiej na Łemków z zachodu Polski oraz Łemków z Beskidu. Na podział ten nałożył się po 1989 instytucjonalny rozdźwięk pomiędzy dwiema łemkowskimi opcjami etnicznymi – w Legnicy na zachodzie Polski rozpoczęło działalność Stowarzyszenie Łemków (propagujące łemkowską świadomość etniczną), w Gorlicach z kolei działa Zjednoczenie Łemków (grupujące ludność łemkowską o ukraińskiej świadomości etnicznej).
Mimo pozostawania w sytuacji diaspory również współcześnie Łemkowie tworzą w wielu miejscach zwarte enklawy, zarówno w miejscach przesiedlenia na zachodzie i północy Polski (na przykład Patoka, Michałów, Przemków, Wądroże Wielkie, Wierzchowice), jak i na pierwotnej Łemkowszczyźnie (Zdynia, Zyndranowa, Kunkowa, Leszczyny i inne).
Specyficzną grupą są potomkowie Łemków, którzy pod koniec XIX i na początku XX wieku emigrowali do USA i Kanady. Emigracja ta miała charakter na tyle masowy, iż przed I wojną światową w zasadzie nie było rodzin łemkowskich, z których nikt nie wyemigrował w tym kierunku. Współcześnie szacuje się, że około 700 tys. mieszkańców Stanów Zjednoczonych i Kanady miało co najmniej jednego przodka Rusina (Łemka ze strony polskiej bądź słowackiej, Bojka itp.).

## Pochodzenie
Łemkowie są przykładem grupy, która w zależności od przyjętego kontekstu badawczego może być uznana za grupę etnograficzną bądź etniczną, przy czym społeczność ta jest w trakcie ewolucyjnego przechodzenia od poziomu etnograficznego do poziomu narodu.

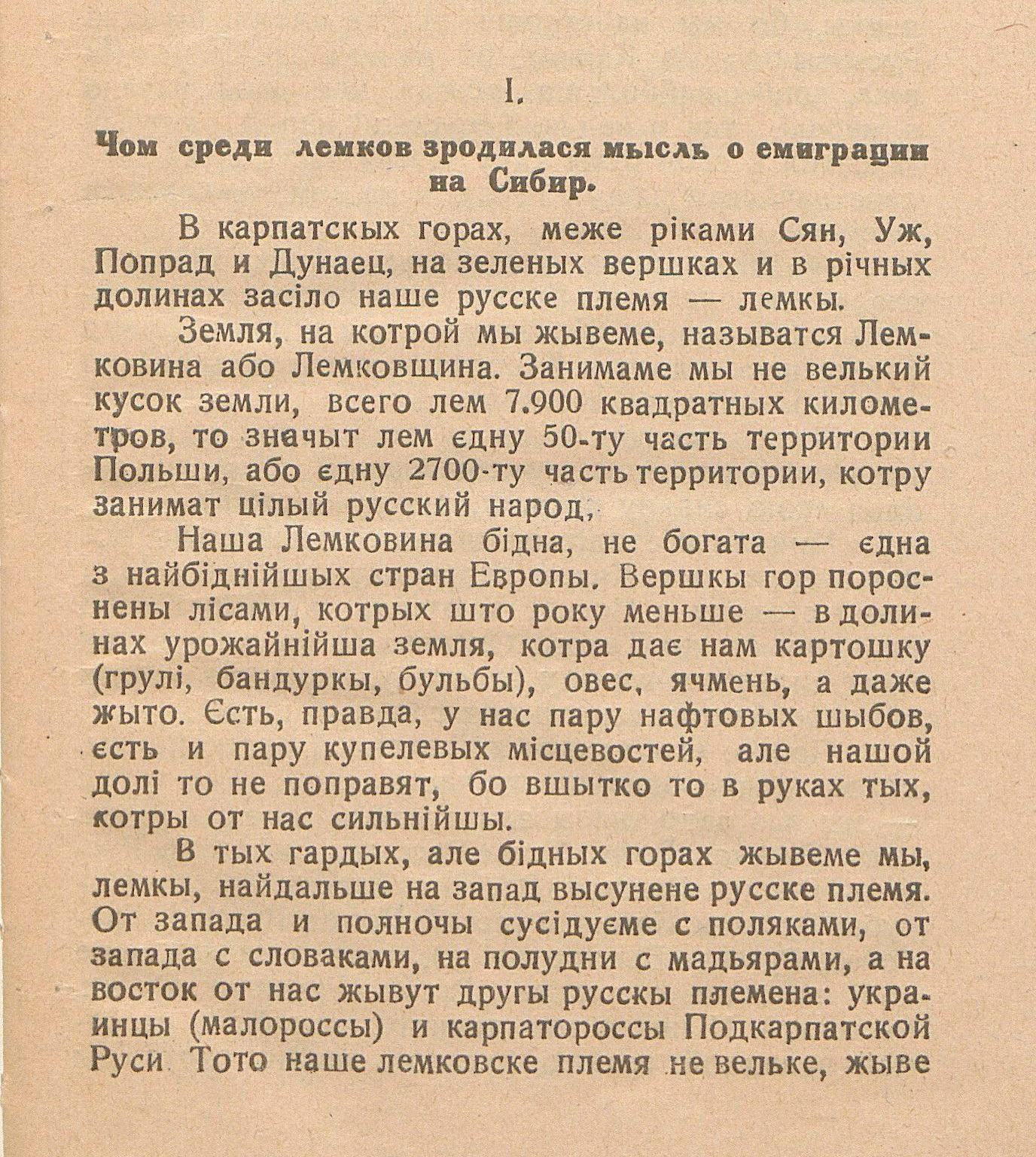
Pierwsza strona książki "Lemkovina Sybir" Sergeja Ivanoviča Hrizostomoviča Durkota (1934) - opisująca Lemków jako najbardziej na zachód wysunięte plemię rusińskie, odrębne od Polaków, Słowaków, Madziarów (Węgrów) oraz innych plemion rusińskich - Ukraińców i Karpatorusinów.

Określenie „Łemkowie” używane jest przede wszystkim w stosunku do tej grupy ludności rusińskiej, która zamieszkuje na północnych stokach Karpat (a więc na obszarze dzisiejszej Polski). Niemniej, w planie języka, kultury materialnej oraz duchowej Łemków z Polski łączy jedność etnograficzna z Rusinami południowych stoków Karpat. Pojęcie „ojczyzny szerokiej” Łemków obejmuje nie tylko obszar polskiej Łemkowszczyzny, ale również całej Rusi Karpackiej, czyli słowackiej Preszowszczyzny, ukraińskiego Zakarpacia, a także zamieszkałe przez Rusinów terytoria Wojwodiny i Węgier. Paul Robert Magocsi oraz prof. Paul Best stwierdzili wprost, iż na terenie obecnej Polski, Słowacji, Ukrainy i Serbii mieszka licząca około 1,2 mln osób społeczność o proweniencji karpatoruskiej (do której obok Łemków zalicza się również Bojków i Hucułów), wobec której „nie powiodły się próby ukrainizacji” oraz która nadal ma poczucie swojej karpatorusińskiej odrębności narodowej z aspiracjami do stania się czwartym narodem wschodniosłowiańskim, obok Ukraińców, Rosjan i Białorusinów.
Głównym problemem w opisaniu etnogenezy Łemków jest określenie relacji, które w historii formowania się społeczności łemkowskiej zaszły między etnicznym czynnikiem słowiańskim a niesłowiańskim. Udział niesłowiańskiego elementu etnicznego jest cechą łączącą większość teorii na temat pochodzenia Łemków. Z drugiej strony badacze ukraińscy (z nielicznymi wyjątkami pozostającymi poza głównym nurtem ukraińskiej nauki) bronią założenia o czysto ruskiej etnogenezie Łemków, co uzasadniać ma ich grupową przynależność do narodu ukraińskiego jako jednej z ukraińskich grup etnograficznych.
W okresie międzywojennym pojawiła się również (na marginesie badań naukowych) teoria o czysto polskim pochodzeniu Łemków, której głównym przedstawicielem był Aleksander Bartoszczuk, autor wydania Łemkowie – zapomniani Polacy (Warszawa 1939). Teoria ta nie została przyjęta poważnie przez ogół badaczy polskich, którzy w większości zaczęli opowiadać się za polifiletyzmem etnogenezy Łemków, czyli brakiem jednolitej czystości kulturowej u korzeni łemkowskiej kultury etnicznej. Ku temu samemu stanowisku zbliżają się współcześnie, choć po silnym oporze, również naukowcy z Czech oraz Słowacji.
Na niejasnych i nielicznych przekazach historycznych dotyczących lokalizowanego w Karpatach ludu Białych Chorwatów oparta jest teoria o pochodzeniu od nich współczesnych Łemków. Wiadomo, iż na przełomie V i VI wieku tereny na północ od obszaru Łemkowszczyzny zasiedlone zostały przez słowiańskich Sklawenów. Istnieje pogląd, że od wschodu ze Sklawenami mogło sąsiadować wschodniosłowiańskie plemię Chorwatów, umiejscawianych niekiedy na obszarze dorzecza górnego Sanu i środkowego Bugu. Właśnie oni mieli dać początek odrębnej łemkowskiej grupie etnicznej. Teza ta nie znajduje jednak potwierdzenia w badaniach archeologicznych, przez co w plemieniu tym nie można upatrywać przodków dzisiejszych Łemków. Niemniej jednak długo była ona podtrzymywana wśród samych Łemków i jest ona jedną z podwalin karpatorusińskiej ideologii narodowej, ufundowaną na pomysłach jeszcze pierwszych, XIX-wiecznych słowianoznawców. Mimo braku solidnych podstaw naukowych, o czym wiadomo stało się dopiero współcześnie, koncepcja „białochorwacka” szeroko funkcjonuje wśród łemkowskiej społeczności i miała znaczny wpływ na ukształtowanie poglądów współczesnych Łemków na temat ich tożsamości etnicznej.
Archeologia odrzuca również tezę o zasiedleniu Łemkowszczyzny we wczesnym średniowieczu na początku procesu różnicowania kulturowego grup Słowian zachodnich i wschodnich, toteż przodkami dzisiejszych Łemków nie może być ruski element etniczny pochodzący z początków istnienia Rusi Kijowskiej, mimo że tereny sąsiadujące od wschodu z nowożytną Łemkowszczyzną znajdowały się w XI wieku pod panowaniem tego państwa.

Badania archeologiczne potwierdzają brak osadnictwa na terenie Łemkowszczyzny do XIII wieku. Zasiedlanie tego obszaru rozpoczęło się w drugiej połowie XIV wieku. Nieznana jest pełna odpowiedź, kim dokładnie byli osiedleńcy. Najbardziej rozpowszechniona teoria mówi o fali osadnictwa wołosko-ruskiego, na którą złożyły się różne elementy etniczne (w tym Arumuni, Słowianie południowi, Albańczycy). Za romańskim (wołoskim) pochodzeniem Łemków (i innych karpackich społeczności etnograficznych) opowiadają się niezmiennie badacze rumuńscy i mołdawscy. Teoria o wędrówkach bałkańsko-rumuńskich Wołochów pozostaje wciąż aktualna. Wołosi byli społeczno-ekonomiczną grupą pasterzy, którzy z Bałkanów przez Karpaty rumuńskie przybyli na teren Beskidów. W drugiej połowie XIV wieku zaczęli oni pojawiać się na Podkarpaciu. Na terenie tym przechodzili od koczowniczego do osiadłego trybu życia (z czym łączyło się zakładanie wsi na prawie wołoskim). W następnych dwóch stuleciach, gdy na opisywany teren napływać zaczęła fala osadników ze wschodu, rozpoczął się proces asymilacji dwóch żywiołów etnicznych – wołoskiego i ruskiego, w którym dużą rolę integracyjną odgrywał wspólny bizantyjski obrządek religijny i cerkiewnosłowiański język liturgiczny. Tak więc do ukształtowania nowej łemkowskiej formacji etnicznej miało dojść w procesie postępującej rutenizacji Wołochów. Zdaniem Małgorzaty Misiak 

Postępująca rutenizacja Wołochów doprowadziła do wykrystalizowania się nowej formacji etnicznej w Beskidach. W tym sensie Łemkowie byli i nadal są grupą w pełni autochtoniczną, uformowaną z różnych elementów kulturowych, do których spotkania doszło na obszarze Łemkowszczyzny.

Przemiany fundamentalne dla etnogenezy Łemków dokonały się w pokoleniach między XV i XVII wiekiem. Sens tego procesu polegać miał na akulturacyjnych interakcjach między Wołochami a Rusinami, w wyniku czego stabilizowały się poszczególne cechy etnicznej oryginalności grupy, która później zacznie nazywać się „Łemkami”.
Etnogeneza Łemków dopełniona została ostatecznie dopiero w wieku XX, dzięki wbudowaniu w świadomość grupową i mitologizacji takich dramatycznych dla tej społeczności wydarzeń jak prześladowania austriackie z czasów I wojny światowej (Talerhof), poruszenie polityczne w dobie powojennej (tak zwane republiki łemkowskie), walka o tożsamość religijną (schizma tylawska), a nade wszystko wygnanie ze swego ojczystego terytorium na skutek akcji „Wisła”.
Tym niemniej interpretacja własnej etnogenezy dzieli społeczność łemkowską, w której wyodrębnić można kilka zasadniczych postaw:
- Przekonanie o własnej odrębności i przechodzeniu grupy łemkowskiej od poziomu grupy etnicznej do poziomu narodu in statu nascendi. Przedstawiciele tej grupy podkreślają i pielęgnują swoją odrębność jako jednej z mniejszości narodowych, uważają język łemkowski za odrębny od innych, propagują jego normę literacką, sprzeciwiają się zarówno ewentualnej polonizacji, jak i ukrainizacji swej społeczności. Jednocześnie osoby takie czują się częścią większego narodu Rusinów Karpackich, czując więź ze swoimi rusińskimi pobratymcami na Słowacji, Ukrainie, Wojwodinie i w Chorwacji.
- Drugą grupę tworzą osoby kultywujące swą odrębność łemkowską, ale w ramach etnicznej grupy ukraińskiej.
- Do trzeciej grupy należą osoby, które kultywują wybrane elementy własnej kultury, używają swego języka w charakterze gwary na poziomie komunikacji domowej, ale równocześnie czują się członkami narodu polskiego, podkreślając także odrębność wobec członków narodu ukraińskiego.

Największe znaczenie w kwestii postrzegania własnej tożsamości etnicznej ma podział łemkowskiej społeczności na część, która uważa się za przedstawicieli narodu ukraińskiego, a nazwę „Łemko” traktuje jako określenie jednej z etnograficznych grup ukraińskich, oraz na część uważającą się za odrębną od Ukraińców mniejszość narodową.

## Etnonim
Nazwa „Łemko” pierwotnie była przezwiskiem nadanym tej grupie ludności rusińskiej, która używała w mowie słowa łem, znaczącego „tylko”. Słowo to zapożyczyli Łemkowie z sąsiednich gwar wschodniosłowackich. Samo przezwisko zostało nadane Łemkom przez innych Rusinów, którzy wyrazu łem nie używali (a zamiast niego używali słów tilko, chyba bądź łysz).
W literaturze nazwy tej użył po raz pierwszy w 1820 słowacki etnograf Ján Čaplovič. Określił on tym mianem Rusinów ze wschodniej Słowacji. W 1851 nazwa „Łemko” pojawia się też w opisie Karpat Wincentego Pola, który jednak odnosił się do niej bardzo niechętnie. W swoim podziale górali karpackich Pol zaproponował dla ruskich mieszkańców Beskidu Niskiego nazwy „Kurtaki” lub „Czuchońcy”, odwołujące się do charakterystycznego elementów ich ubioru – czuhy.
Nazwa „Łemko” utrwaliła się w polskiej literaturze naukowej w drugiej połowie XIX wieku. Sami Łemkowie określali się wówczas jednak jako „Rusini” bądź „Rusnaki” – i tak do dzisiaj określają się na Słowacji, na Węgrzech i w Wojwodinie. Nowa nazwa wymyślona przez polską naukę dla Rusinów została spopularyzowana wśród tej społeczności dopiero w dwudziestoleciu międzywojennym i uznana za własną przez przedstawicieli tak zwanego kierunku staroruskiego, propagującego odrębność Łemków od Ukraińców. Znalazła się ona wówczas w tytułach czasopism, takich jak „Nasz Łemko” oraz „Łemko”.
W słowackiej części Karpat nazwa „Łemko” jest praktycznie nieznana, a tamtejsza ludność zachowała dla siebie jako podstawową nazwę Rusin („Rusnak”). Taka sama nazwa jest używana na Węgrzech i w Serbii. Również w językach zachodnioeuropejskich – w tym angielskim – dominuje stara nazwa. Do starej nazwy wraca również młode pokolenie Rusinów, identyfikując się jako część narodu karpatoruskiego. Jedynie polska, a za nią ukraińska historiografia wciąż posługuje się XIX-wiecznym neologizmem.

## Język
W Gramatyce języka łemkowskiego (Katowice 2002) język łemkowski określono jako „język słowiański, którym posługuje się w formie mówionej i pisanej co najmniej kilkadziesiąt tysięcy Łemków polskich”. Ludność rusińska posługuje się także językami szerszej komunikacji, dominującymi na zamieszkiwanym przez nią obszarze jako języki narodowe czy literackie – są to m.in. polski, słowacki, ukraiński czy węgierski.
O ile nie ma wątpliwości co do statusu gwar łemkowskich jako wschodniosłowiańskich, to badacze różnią się w jego dokładniejszej klasyfikacji. Janusz Rieger i Michał Łesiów uważali, że z językoznawczego punktu widzenia gwary łemkowskie są gwarami języka ukraińskiego (jako gwara jego dialektu południowo-zachodniego bądź gwara karpacka, bliska gwarom bojkowskim i huculskim tego języka). Henryk Fontański uznawał prawo do nadania językowi łemkowskiemu statusu zupełnie odrębnego języka słowiańskiego.
Podstawową część słownictwa łemkowskiego stanowią bez wątpienia wyrazy wspólne całemu obszarowi języka ukraińskiego bądź też dialektyzmy zachodnioukraińskie. W pozostałej części słownictwa gwar łemkowskich uderza jednak obfitość zapożyczeń polskich i słowackich, które dotyczą niemal wszystkich dziedzin. Gwary słowackie pośredniczyły dodatkowo w przejmowaniu wyrazów węgierskich. Zapożyczenia rumuńskie, związane głównie z terminologią pasterską, mogły zostać przejęte bezpośrednio od Wołochów, a część dotarła za pośrednictwem sąsiednich gwar ukraińskich. Wiele charakterystycznych wyrazów z gwar łemkowskich występuje nie tylko na Łemkowszczyźnie, ale i w całych Beskidach oraz na Podtatrzu (co świadczy o szerokich wpływach migracji rusko-wołoskich oraz intensywnych kontaktach całego tego obszaru z gwarami słowackimi).
Przez samych użytkowników „język łemkowski” uznawany jest za jedną z pięciu odmian regionalnych języka rusińskiego.

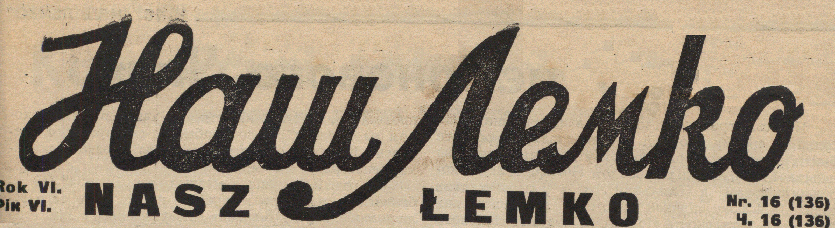
Winieta czasopisma „Nasz Łemko” wydawanego w okresie II RP

Rozwój czasopiśmiennictwa łemkowskiego nastąpił w dwudziestoleciu międzywojennym. W Polsce wydawano tytuły „Łemko – gazeta dla naroda” (pisany czcionkami łacińskimi), dwutygodnik „Łemko. Orhan Łemkowskoho Sojuza”, tygodnik „Nasz Łemko”. W Stanach Zjednoczonych publikowano wydania „Łemko” (od 1928), „Karpatorusskij kałendar”, „Karpatska Ruś”.
W międzywojennej Polsce poczyniono pierwsze próby nauczania po łemkowsku. Rozwój oświaty łemkowskiej związany był z działalnością Komitetu do Spraw Narodowościowych przy rządzie polskim, który koordynował działalność asymilacyjną w stosunku do Łemków, jednym z elementów której było usunięcie z Łemkowszczyzny nauczycieli ukraińskich i wprowadzenie na ich miejsce nauczycielstwa staroruskiego. W 1933 ukazał się łemkowski elementarz (Łemkiwśkij bukwar), a rok później – czytanka (Persza łemkiwśka czytanka).
Metodyj Trochanovskij opracował „Bukwar: Pierwsza książeczka dla szkół ludowych” (1935) oraz „Druga książeczka dla szkół ludowych” (1936) jako podręczniki przeznaczone do użytku w szkołach na obszarze Polski zamieszkanym przez ludność łemkowskojęzyczną. W 1934 roku język łemkowski został wprowadzony jako język nauczania w szkołach na terenie regionu łemkowskiego. Uczniowie korzystali z podręczników przygotowanych przez Trochanovskiego i wydanych przez Państwowe Wydawnictwo. Jednak tuż przed wybuchem II wojny światowej polskie władze zastąpiły je tekstami ukraińskimi. Ważne badania terenowe nad dialektem łemkowskim przeprowadził polski językoznawca Zdzisław Stieber przed wysiedleniami ludności łemkowskiej.
Od roku 1939 do końca lat 80. oficjalna sfera użycia języka łemkowskiego nie istniała (z wyjątkiem niewielkiej kolumny o nazwie „Łemkiwska storinka” w czasopiśmie Ukraińskiego Towarzystwa Społeczno-Kulturalnego „Nasze Słowo”). Od końca lat 80. pojawiają się nowe łemkowskie teksty literackie, powstają czasopisma takie jak „Besida”, „Zahoroda”, „Łemko”.
W latach 90. poczyniono próby stworzenia języka literackiego i kodyfikacji mowy łemkowskiej w dwóch wariantach: północnym (w Polsce) i południowym (na Słowacji). Poprzez nazwę „język łemkowsko-rusiński” kodyfikatorzy umieszczają go w szerszej przestrzeni ponadregionalnej, definiując go jednocześnie jako jedną z wersji języka rusińskiego (obok tych używanych na Słowacji, Ukrainie czy w Serbii). W 2004 na zlecenie Ministerstwa Edukacji Narodowej i Sportu wydano Słownik łemkowsko-polski, polsko-łemkowski, który uzyskał dopuszczenie do użytku szkolnego (nr dopuszczenia 271/04).
Współczesna literatura pisana po łemkowsku obejmuje między innymi wiersze Petra Murianki, Władysława Grabana i Heleny Duć-Fajfer, opowiadania Semana Madzelana, dramaty Andrzeja Kopczy.
Liczba osób posługujących się współcześnie językiem łemkowskim jest trudna do ustalenia. Wielu młodych Łemków na początku XXI wieku, zwłaszcza tych mieszkających w ośrodkach miejskich, nie znało już czynnie swego języka, gdyż rodzice w domu nie rozmawiali w nim ani z dziećmi, ani nawet między sobą.
W spisie powszechnym z 2002 używanie języka łemkowskiego w kontaktach domowych zadeklarowało 5605 obywateli polskich, w tym 2914 w województwie dolnośląskim, 1780 w województwie małopolskim, 682 w województwie lubuskim oraz 131 w województwie podkarpackim.
W spisie powszechnym z 2011 używanie języka łemkowskiego w kontaktach domowych zadeklarowało 6279 osób (w tym dla 1380 osób był to jedyny język używany w kontaktach domowych). Równocześnie język łemkowski został zadeklarowany jako ojczysty przez 4454 osoby.

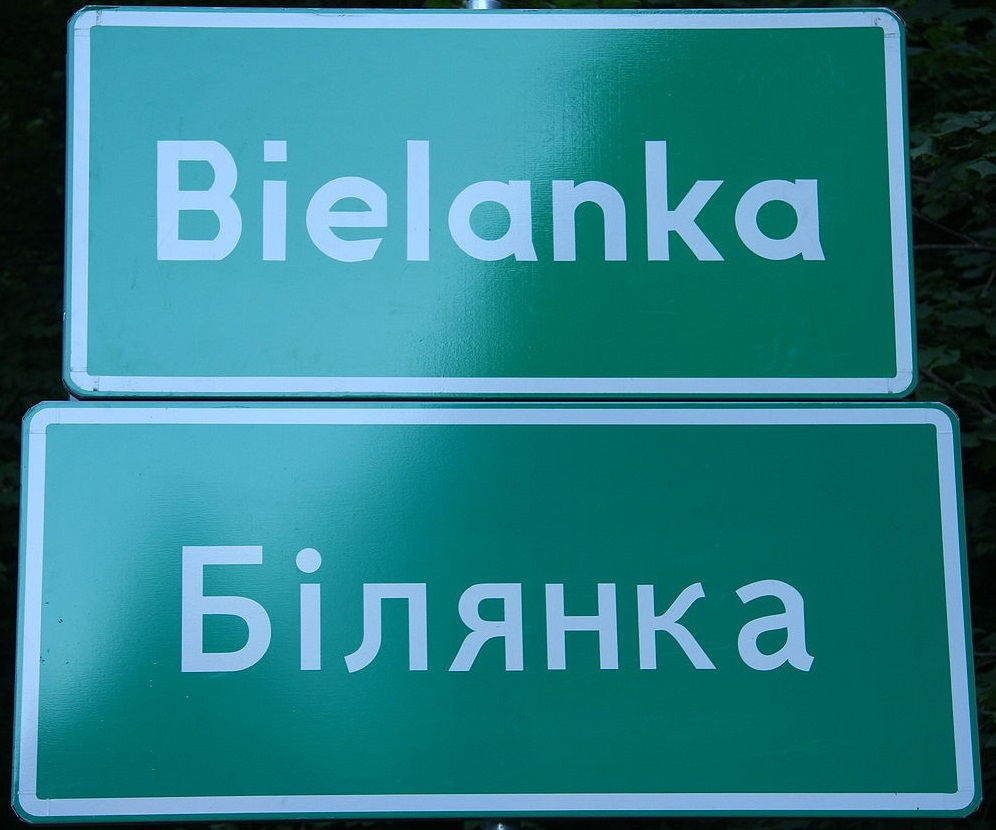
Dwujęzyczna tablica ustawiona w 2009 przed wjazdem do Bielanki

W Rzeczypospolitej Polskiej, stosownie do art. 3 pkt 2 oraz zgodnie z art. 19 ust. 2 ustawy o mniejszościach narodowych i etnicznych oraz o języku regionalnym, język łemkowski uznany został za jeden z języków mniejszościowych.
Ustawa z dnia 6 stycznia 2005 r. o mniejszościach narodowych i etnicznych oraz o języku regionalnym stworzyła Łemkom możliwość ustalenia dodatkowych tradycyjnych nazw miejscowości na terenach swego zamieszkania. Pierwsze dwujęzyczne polsko-łemkowskie tablice informacyjne z nazwami miejscowości pojawiły się najpierw w Bielance (wpisana do Rejestru gmin, na których obszarze używane są nazwy w języku mniejszości 24 listopada 2008), a w 2012 uzyskały je wsie w gminie Uście Gorlickie (Blechnarka, Gładyszów, Konieczna, Kunkowa, Nowica, Regietów, Ropki, Zdynia; wpis do Rejestru z dnia 17 listopada 2011).

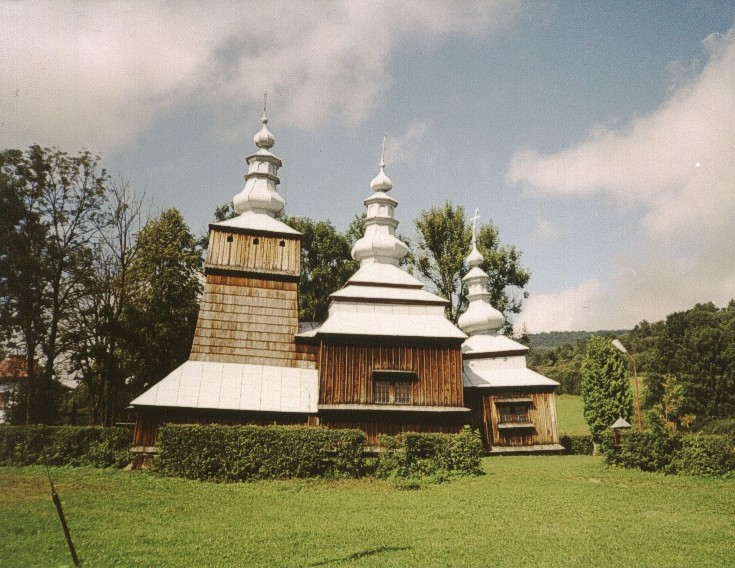
Cerkiew w Krempnej, Beskid Niski

## Religia
Prawie do końca XVII wieku obszar Łemkowszczyzny należał do prawosławnej diecezji przemyskiej. Prawosławne parafie Łemkowszczyzny wchodziły w XVII wieku w skład dekanatów bieckiego, dukielskiego, jasielskiego, krośnieńskiego, muszyńskiego oraz sanockiego.
W 1691 roku prawosławny biskup przemyski Innocenty Winnicki przystąpił do unii brzeskiej i rozpoczął trwający kilkadziesiąt lat proces szerzenia na Łemkowszczyźnie wpływów Kościoła greckokatolickiego, napotykający częsty opór z powodu przywiązania Łemków do dotychczasowej wiary.
Hierarchia greckokatolicka, uwzględniając konserwatyzm Łemków, nie wprowadziła początkowo zmian w liturgii i wystroju cerkwi. W połowie XVIII wieku świątynie greckokatolickie (w liczbie 139) działały już w większości łemkowskich wsi, wypierając całkowicie prawosławie z opisywanych terenów.

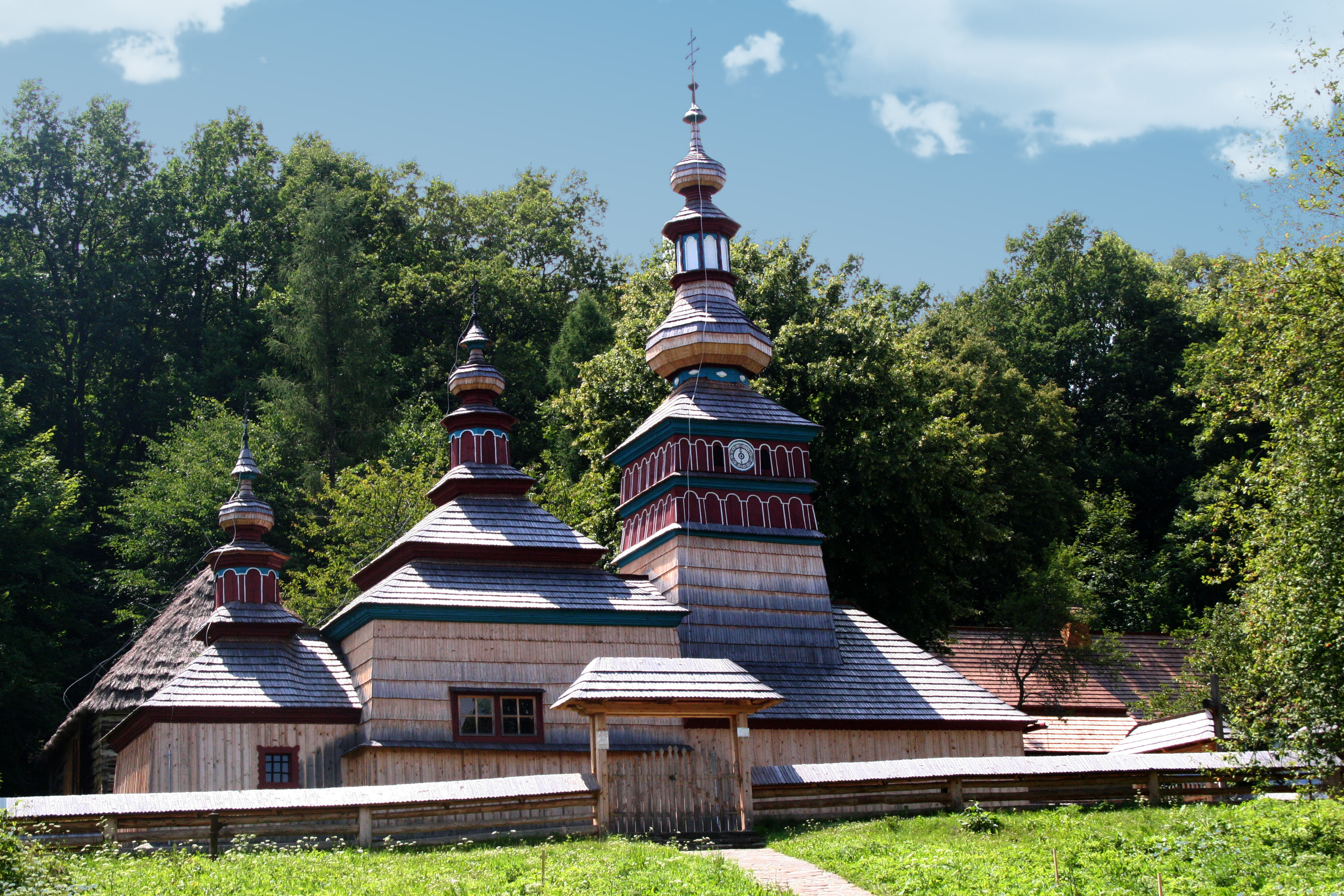
Łemkowska cerkiew, skansen w słowackim Bardejowie

W pierwszych latach XX wieku rozpoczęły się powroty Łemków do prawosławia, będące reakcją na silną agitację proukraińską, prowadzoną przez część duchowieństwa greckokatolickiego. Grupy Łemków, które odrzucały tę orientację, znalazły się pod wpływem oddziaływania Rosyjskiej Cerkwi Prawosławnej z jej ważnym ośrodkiem – Ławrą Poczajowską. W 1911 na prawosławie przeszła część wsi Grab z księdzem Maksymem Sandowiczem.
Nieufność części Łemków w stosunku do Kościoła greckokatolickiego wzmocniła się po osadzeniu przedstawicieli orientacji staroruskiej i rusofilskiej w obozie w Talerhofie. Represjonowani działacze zaczęli propagować ideę powrotu do prawosławia jako szansę na zachowanie swej odrębności. Wspomnienia Talerhofu oraz prześladowań z czasów I wojny światowej (zwłaszcza rozstrzelanie Maksyma Sandowicza we wrześniu 1914) stały się elementem integrującym społeczność łemkowską oraz czynnikiem wiążącym ją z prawosławiem.
Masowe powroty do prawosławia nastąpiły w latach 1926–1928 i trwały jeszcze do 1933. Proces ten zapoczątkowany został przez tak zwaną schizmę tylawską. Na prawosławie konwertowało ogółem 40 wsi z około 20 tys. mieszkańców (w porównaniu do około 100 wiernych z 1921).
Wskutek tych wydarzeń Stolica Apostolska dekretem z 10 lutego 1934 Quo aptius consuleret specjalnie dla Łemków utworzyła odrębną jednostkę jurysdykcyjną – Apostolską Administrację Łemkowszczyzny. W jej skład weszło 9 zachodnich dekanatów wydzielonych z greckokatolickiej diecezji przemyskiej. Na ich terenie działało 121 parafii podporządkowanych bezpośrednio Stolicy Apostolskiej. Zamierzano w ten sposób powstrzymać rozprzestrzenianie się prawosławia, choć w ówczesnym czasie konwersje już zasadniczo zanikły.
Utwierdzeniu się prawosławia sprzyjała rodząca się legenda księdza Maksyma Sandowicza i wspominanie jego męczeńskiej śmierci, a także uroczyste obchodzenie wydarzeń, związanych z martyrologią czasów I wojny światowej.
Akcje przesiedleńcze z lat 1944–1947 sprawiły, iż na Łemkowszczyźnie przestały istnieć struktury zarówno Kościoła prawosławnego, jak i greckokatolickiego (w tym Apostolska Administracja Łemkowszczyzny). Trudniejsza była sytuacja Kościoła greckokatolickiego, który w całości uznany został przez władze państwowe za nieistniejący. Do 1989 greckokatoliccy Łemkowie na ziemiach swego przesiedlenia uczestniczyli w życiu religijnym tylko w świątyniach rzymskokatolickich i prawosławnych.
Na oficjalne działanie zezwolono Polskiemu Autokefalicznemu Kościołowi Prawosławnemu, który po uregulowaniu swego stanu prawnego w 1945 mógł podjąć misję duszpasterską wśród przesiedlonych Łemków i Ukraińców. Funkcje integracyjne w miejscach przesiedleń ludności łemkowskiej Cerkiew prawosławna realizowała w praktyce od 1947. W tym roku erygowano pierwsze prawosławne placówki na Ziemiach Zachodnich (w Zimnej Wodzie, Studzionkach, Buczynie, Jeleniej Górze i Jaworze). W kolejnych latach Łemkowie współtworzyli nowe prawosławne wspólnoty parafialne w Legnicy, Lipinach, Kożuchowie, Przemkowie, Wrocławiu, Rudnej, Lubinie, Lesznie Górnym, Ługach, Brzozie, Samborze, Malczycach, Michałowie, Torzymiu, Głogowie i Zielonej Górze.
Po odwilży 1956 rozpoczęło się również stopniowe odradzanie sieci parafialnej na rdzennej Łemkowszczyźnie. Już w 1956 odrodzono prawosławne życie liturgiczne w Bartnem i Wysowej. W 1957 powstała parafia w Bodakach, a w późniejszych latach erygowano placówki duszpasterskie w takich miejscowościach, jak Bielanka, Gładyszów, Zagórz, Pielgrzymka, Morochów, Leszczyny, Zdynia, Konieczna, Regietów, Zyndranowa, Rozdziele, Gorlice, Kwiatoń. Parafie te w 1983 połączono w ramach nowej diecezji przemysko-nowosądeckiej (od 2016 noszącej nazwę „przemysko-gorlicka”).
Zróżnicowanie wyznaniowe mniejszości łemkowskiej potwierdził spis powszechny z 2011. Wśród przedstawicieli tej społeczności 36,3% należało w czasie spisu do Kościoła prawosławnego, 36,2% do Kościoła katolickiego obrządku bizantyjsko-ukraińskiego, a 15,9% do Kościoła rzymskokatolickiego.

## Szkolnictwo
Nauczanie języka łemkowskiego w szkołach w powojennej Polsce rozpoczęło się dopiero w 1991. Pierwsze lekcje zorganizowano wówczas w Uściu Gorlickim z inicjatywy Mirosławy Chomiak.
W Polsce nie powstały szkoły z łemkowskim językiem wykładowym, a nieliczne miejsca jego nauczania są niewystarczające dla podtrzymania międzygeneracyjnego przekazu tego języka.
| Nauczanie języka łemkowskiego w latach 2009–2011 | Nauczanie języka łemkowskiego w latach 2009–2011 | Nauczanie języka łemkowskiego w latach 2009–2011 |
| Rok szkolny                                      | Liczba szkół                                     | Liczba uczniów                                   |
| ------------------------------------------------ | ------------------------------------------------ | ------------------------------------------------ |
| 2009/2010                                        | 30                                               | 288                                              |
| 2010/2011                                        | 39                                               | 288                                              |
| 2011/2012                                        | 37                                               | 268                                              |

Od roku akademickiego 2000/2001 w Instytucie Neofilologii Uniwersytetu Pedagogicznego im. Komisji Edukacji Narodowej w Krakowie funkcjonuje filologia rosyjska z językiem rusińsko-łemkowskim. Jednym z jej celów jest wykształcenie specjalistów, którzy będą posługiwać się językiem łemkowskim w jego skodyfikowanej formie.
Z języka łemkowskiego można zdawać maturę. W roku 2024 do matury z języka łemkowskiego przystąpiło 3 uczniów -  dwoje w Gorlicach i jeden w Kielcach.

## Życie społeczne

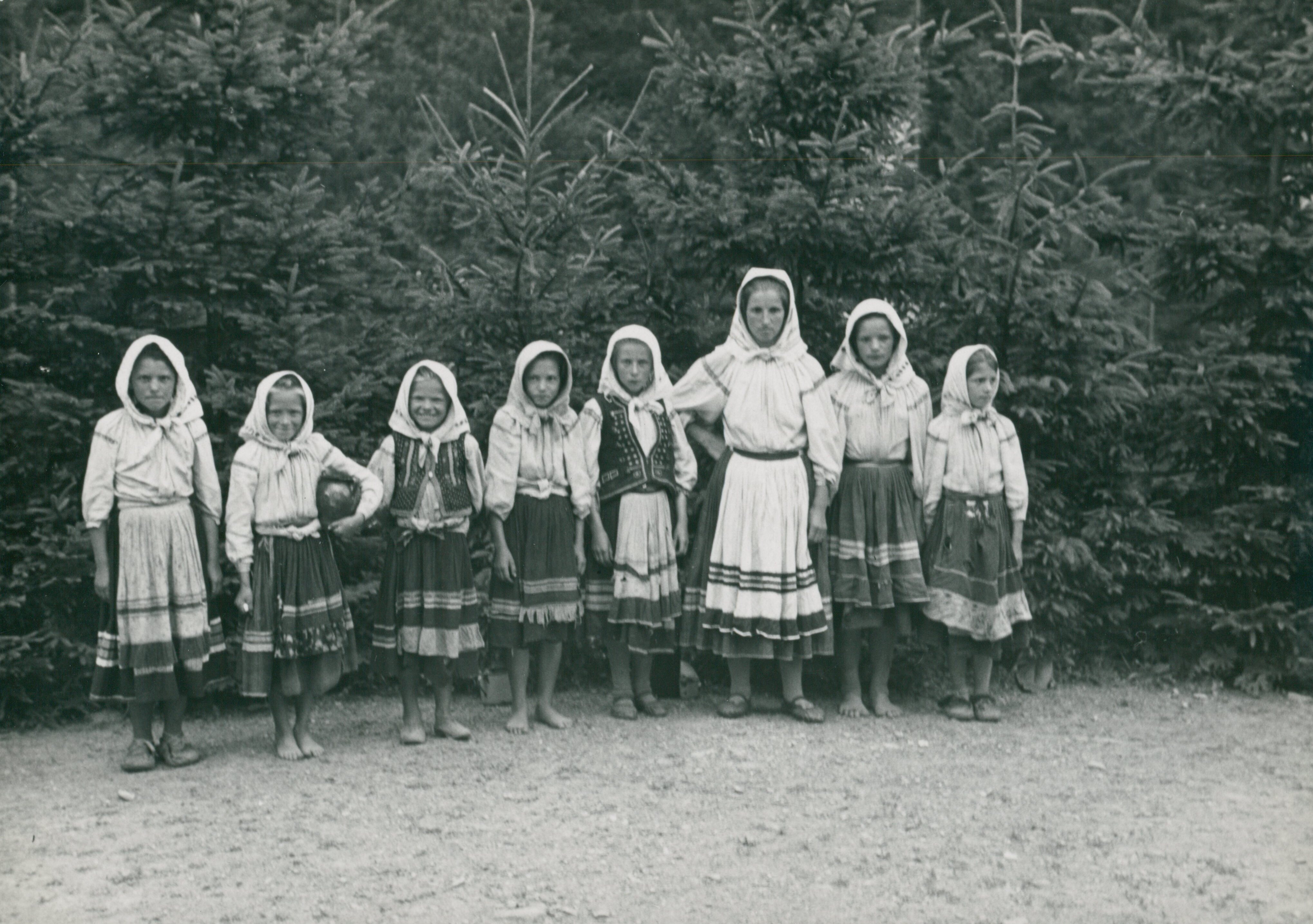
Komańcza, dziewczęta w strojach łemkowskich, przed 1936 r.

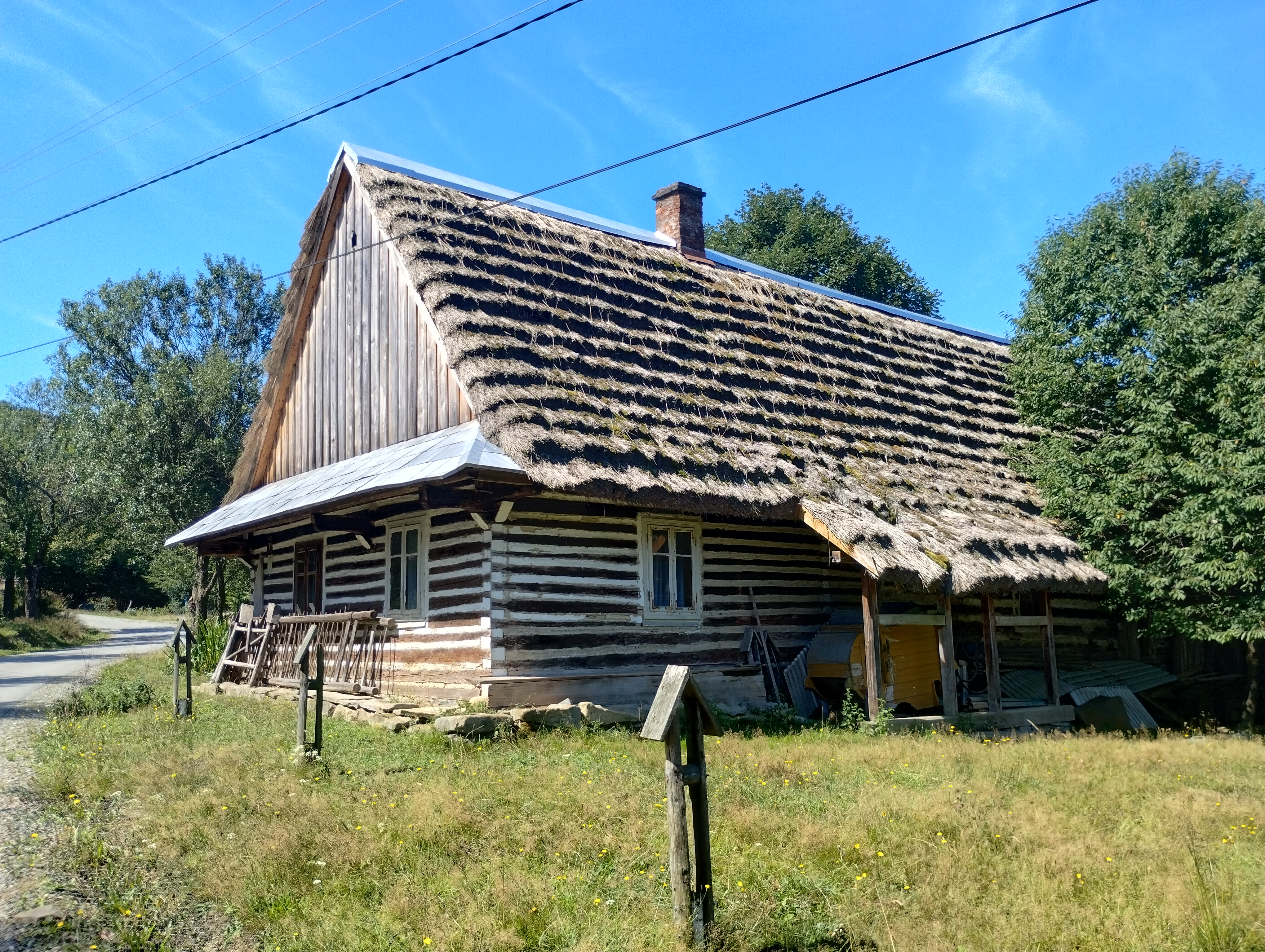
Chyża łemkowska w Olchowcu

Pierwsze organizacje kulturalno-oświatowe powstały na Łemkowszczyźnie w XIX wieku. Kształtowały one tożsamość Łemków w duchu dwóch przeciwstawnych programów narodowych: ukraińskiego bądź ruskiego. Organizacje ukraińskie aktywnie działały na rzecz propagowania wśród Łemków ukraińskiej tożsamości etnicznej, a walka między dwoma ruchami koncentrowała się wokół szkolnictwa, spraw ekonomicznych oraz rozwoju czytelnictwa. Antagonizm ten trwał również w okresie II RP, a zakończył wraz z wybuchem II wojny światowej.
W Polskiej Rzeczypospolitej Ludowej Łemkowie nie posiadali własnej organizacji. Część zaangażowała się w tworzenie powołanego w 1956 Ukraińskiego Towarzystwa Społeczno-Kulturalnego, w którym przez krótki okres istniała sekcja łemkowska (rozwiązana w 1963). Grupa Łemków niezadowolonych z ukraińskiej dominacji w UTSK zaczęła szybko odsuwać się od tej organizacji. Niemniej jednak działalność UTSK wśród Łemków przyniosła pewne sukcesy z punktu widzenia zwolenników ukraińskiej tożsamości narodowej – pojawiła się zauważalna liczba młodzieży łemkowskiej (studentów i uczniów szkół średnich, zwłaszcza absolwentów „liceum ukraińskiego” w Legnicy) popierającej ukraińskie idee narodowe.
Ożywienie samodzielnej działalności Łemków przypadło na lata 80. i odpowiadało procesom, które zachodziły w środowisku także pozostałych polskich mniejszości narodowych. W 1983 po raz pierwszy zorganizowano „Łemkowską Watrę” – święto kultury łemkowskiej, które odegrało znaczną rolę integracyjną dla tej społeczności.
Nieskrępowana instytucjonalizacja społeczności łemkowskiej dokonać się mogła jednak dopiero dzięki transformacji społeczno-ustrojowej, zapoczątkowanej przez wybory czerwcowe. Dwiema pierwszymi nowo utworzonymi organizacjami łemkowskimi były Stowarzyszenie Łemków oraz Zjednoczenie Łemków. Profile tych organizacji odpowiadają podziałom świadomościowym w grupie łemkowskiej:
- Stowarzyszenie Łemków – zarejestrowane 7 kwietnia 1989 w Legnicy. Reprezentuje te środowiska łemkowskie, które negują swoją przynależność do narodu ukraińskiego a czują więź etniczną z szerszym narodem rusińskim zamieszkującym także w innych krajach. Jest członkiem Kongresu Rusinów Karpackich. Prowadzi szeroko zakrojoną działalność wydawniczą w języku łemkowskim (dwumiesięcznik „Besida”, „Łemkiwskij ricznyk”, tomy poezji łemkowskiej, literatura wspomnieniowa i autobiograficzna, monografie miejscowości i inne). Stowarzyszenie organizuje festiwal „Łemkowska Watra na Obczyźnie”[81].
- Zjednoczenie Łemków zostało zarejestrowane 30 marca 1990 w Nowym Sączu. Organizację założyli dawni działacze Sekcji Łemkowskiej UTSK, którzy uważają Łemków za część narodu ukraińskiego, a jednocześnie pragną chronić i rozwijać łemkowską kulturę i tożsamość. Organizacja tworzy punkty nauczania języka ukraińskiego, jest organem założycielskim Niepublicznej Szkoły Podstawowej w Nowicy. Wydaje kwartalnik „Watra” i organizuje festiwal „Łemkowska Watra w Zdyni”. Prowadzi także Centrum Kultury im. Bohdana Ihora Antonycza w Gorlicach[82].

Do innych łemkowskich organizacji należą:
- Stowarzyszenie „Ruska Bursa” w Gorlicach – zarejestrowane w 1991 w Nowym Sączu. Prowadzi działalność kulturalno-oświatową w swym ośrodku w Gorlicach (m.in. kursy języka łemkowskiego dla dorosłych i młodzieży). Wydaje pismo naukowe „Rocznik Ruskiej Bursy”. W czerwcu 2011 organizacja uruchomiła radio internetowe lem.fm.
- Towarzystwo na rzecz Rozwoju Muzeum Kultury Łemkowskiej w Zyndranowej – organizacja zarejestrowana w 1995, prowadzi Muzeum-Skansen Kultury Łemkowskiej w Zyndranowej (jedna z najstarszych łemkowskich instytucji, działająca od 1968), podejmuje działania na rzecz rozwoju skansenu.
- Stowarzyszenie Młodzieży Łemkowskiej „Czuha” – powstało w czerwcu 2007. Stało się znane dzięki zainicjowaniu konsultacji społecznych w sprawie wprowadzenia łemkowskich nazw miejscowości w gminach Ropa, Sękowa i Uście Gorlickie. Dwujęzyczne napisy pojawiły się najpierw w Bielance, a w 2012 uzyskały je wsie w gminie Uście Gorlickie.

| Liczebność stowarzyszeń mniejszości łemkowskiej w Polsce              | Liczebność stowarzyszeń mniejszości łemkowskiej w Polsce | Liczebność stowarzyszeń mniejszości łemkowskiej w Polsce | Liczebność stowarzyszeń mniejszości łemkowskiej w Polsce |
| Nazwa organizacji                                                     | Nazwa w języku mniejszości                               | Liczebność                                               | Rok danych                                               |
| --------------------------------------------------------------------- | -------------------------------------------------------- | -------------------------------------------------------- | -------------------------------------------------------- |
| Stowarzyszenie Łemków                                                 | Стоваришыня Лемків                                       | 192                                                      | 2004                                                     |
| Zjednoczenie Łemków                                                   | Об’єднання Лемків                                        | 1102                                                     | 2011                                                     |
| Stowarzyszenie „Ruska Bursa” w Gorlicach                              | Стоваришыня „Pуска Бурса” в Горлицях                     | 38                                                       | 2011                                                     |
| Towarzystwo na rzecz Rozwoju Muzeum Kultury Łemkowskiej w Zyndranowej | Товарыство Розвитку Музею Лемківской Культуры            | 32                                                       | 2011                                                     |

## Historia

### Łemkowszczyzna w średniowieczu
Do połowy XIV wieku ziemie Łemkowszczyzny były prawie niezamieszkałe. Wschodnia część (do rzeki Wisłok i Przełęczy Dukielskiej) znajdowała się w sferze wpływów Rusi Kijowskiej, a później pod rządami Księstwa Halickiego i Księstwa Halicko-Wołyńskiego.
Po zajęciu ziem halickich przez Kazimierza Wielkiego, wschodnia część przyszłej Łemkowszczyzny należała do ziemi sanockiej województwa ruskiego, a zachodnia do starostw bieckiego i sądeckiego województwa krakowskiego.
Początek osadnictwa wołosko-ruskiego datowany jest w Beskidzie Niskim na I połowę XV wieku. Najstarszymi powstałymi wówczas miejscowościami były Uście Wołoskie (1413), Gładyszów (1417), Klimkówka (1435), Zdynia (1437). W 1480 pojawiają się Bielanka, Hańczowa i Kwiatoń. Bezwzględna większość łemkowskich wsi, które dotrwały do naszych czasów, powstała w XVI wieku. Oprócz tego nowych wołosko-ruskich osadników lokowano także w już wcześniej istniejących miejscowościach, zakładanych uprzednio na prawie niemieckim i powtórnie lokowanych na prawie wołoskim. Pod koniec XVI stulecia osadnictwo Beskidu Niskiego było już zakończone.

### Galicja
Kształtowanie się ruskiej świadomości narodowej następowało w XIX wieku, gdy Małopolska znalazła się pod władzą austriacką. W ciągu pierwszej połowy XIX wieku w Galicji Wschodniej bardzo rozwinął się społeczno-polityczny kierunek „rusofilski”, zwany początkowo „świętojurskim”, a później – „staroruskim”. Jako antidotum na zagrożenie polonizacją i przeprowadzaną przez Kościół rzymskokatolicki latynizacją ruskiego kościoła ruch ten proponował potęgę Rosji carskiej i prawosławie rosyjskie. Na Łemkowszczyźnie kierunek ten znalazł propagatorów szczególnie wśród sympatyzującego z prawosławiem duchowieństwa greckokatolickiego.
W drugiej połowie XIX wieku kierunek opozycyjny do staroruskiego zaczęły propagować rosnące w siłę partie ukraińskie o charakterze narodowym, które pod koniec XIX wieku odgrywały już poważną rolę nawet w austriackim parlamencie. W orbicie ich zainteresowań, jako potencjalne terytorium etnicznie ukraińskie, znalazła się również Łemkowszczyzna. Ideologia ukraińska nie znalazła tam jednak tak podatnego gruntu, jak w przypadku Galicji Wschodniej, i rozprzestrzeniała się z trudem. Dużych rezultatów ukrainizacyjnych nie przyniosły ani działania gospodarcze (filie spółdzielni „Silśkyj hospodar”, „Łemkiwśkyj bank”) ani kulturalno-oświatowe prowadzone przez Towarzystwo Proswita, bezskutecznie próbujące upolityczniać Łemków w duchu jedności ukraińskiej.
Zawzięta walka między stronnictwem staroruskim i ukraińskim przeniosła się wraz z licznymi łemkowskimi emigrantami tego czasu do Ameryki Północnej, gdzie powstały prężne ośrodki emigracyjne zarówno łemkowsko-staroruskie, jak i narodowo ukraińskie.
Po wypowiedzeniu przez Austro-Węgry wojny Rosji administracja austriacka rozpoczęła szeroko zakrojoną działalność represyjną w stosunku do przedstawicieli organizacji staroruskich. Aresztowanych zostało wielu księży greckokatolickich oraz nastawionych moskalofilsko chłopów. Wiele osób rozstrzelano i powieszono na podstawie wyroków sądów wojskowych lub bez wyroku oraz wywieziono do obozu w Talerhofie. Represjami objęto wówczas około 5 tysięcy Łemków. Winą za taką skalę represji Łemkowie obarczali często ruch ukraiński, który przez donosicielstwo miał się ich zdaniem pozbywać przeciwników politycznych. Pogorszyło to i tak napięte już stosunki między oboma kierunkami.
Rozpadaniu się monarchii austro-węgierskiej towarzyszyło powstanie efemerycznych łemkowskich republik. Na Łemkowszczyźnie zachodniej powstała tak zwana Republika Floryncka (odcinająca się od ruchu ukraińskiego, efekt aktywności politycznej Łemków gorlickich, grybowskich, jasielskich i nowosądeckich). Na Łemkowszczyźnie wschodniej powołano z kolei „Republikę Komańczańską” o narodowym charakterze ukraińskim.

### II RP
Również w II RP Łemkowszczyzna była terenem zmagań między koncepcją „starorusińską” a narodowymi organizacjami ukraińskimi, które poświęcały wiele zabiegów by ostatecznie zdobyć Łemkowszczyznę dla ruchu ukraińskiego.
Wśród ugrupowań prorosyjskich i staroruskich, które wyrosły z programu politycznego moskwofilów i starorusinów galicyjskich, na międzywojenną Łemkowszczyznę oddziaływały:
- Russka Narodna Organizacija (1923–1928),
- Russka Selańska Organizacija,
- Ruska Agrarna Partia (1928–1931),
- Ruska Agrarna Organizacija (1931–1939),
- Związek Łemkowski (Łemko-Sojuz; 1933–1939).

Wpływy ukraińskie rozwijało na Łemkowszczyźnie od połowy lat 20. Ukraińskie Zjednoczenie Narodowo-Demokratyczne (UNDO) oraz Ukraińska Reprezentacja Parlamentarna. UNDO zarzucało rządowi polskiemu dążenie do rozbicia jednolitej etnicznie ludności ukraińskiej na odrębne grupy terytorialne i wyrażało sprzeciw odnośnie do propagowania przez rząd zróżnicowania narodowego między Ukraińcami, a takimi społecznościami jak Łemkowie, Bojkowie czy Huculi. Świadome osłabianie i dzielenie Ukraińców widziano również w takich przedsięwzięciach, jak stworzenie Apostolskiej Administracji Łemkowszczyzny, ograniczanie rozwoju instytucji ukraińskich, eliminowanie języka ukraińskiego ze szkół na Łemkowszczyźnie.
Jawna proukraińska działalność polityczna przysyłanych przez kurię przemyską greckokatolickich księży-Ukraińców spotkała się z gwałtownym oporem w wielu miejscowościach Łemkowszczyzny i doprowadziła do „wojny religijnej w górach”, w czasie której Łemkowie masowo powracali do prawosławia, które wyznawali przed unią brzeską. W pierwszej połowie lat 30. rząd polski, wykorzystując wewnętrzne konflikty religijne wśród Łemków, poparł projekt utworzenia Apostolskiej Administracji Łemkowszczyzny – greckokatolickiej prowincji kościelnej, ideologiczną podbudowę której nadali działacze „staroruscy”. Przeciwni istnieniu nowej prowincji byli zwłaszcza działacze Ukraińskiego Zjednoczenia Narodowo-Demokratycznego, którzy uznali ten projekt za polityczny i skierowany przeciwko jedności ukraińskiej.

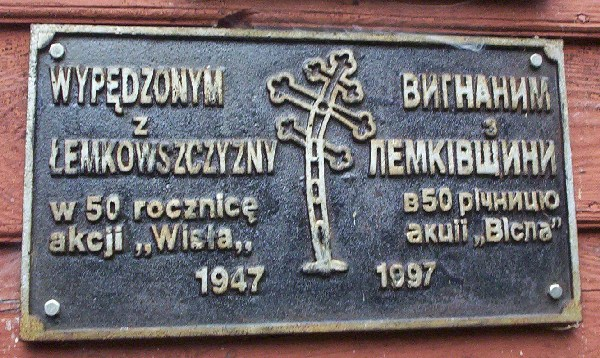
Jedna z wielu tablic upamiętniających deportację Łemków z rodzinnych ziem w wyniku akcji „Wisła”

### Okres po II wojnie światowej
Powojenne losy Łemków odpowiadały losom mniejszości ukraińskiej, gdyż komunistyczne władze nie wprowadzały rozróżnienia między obiema tymi społecznościami. Z tego względu również i Łemków objęły wysiedlenia na obszar Ukraińskiej Socjalistycznej Republiki Radzieckiej, jak również akcja „Wisła”.
Zgodnie z powojennym podziałem administracyjnym z 1945 Łemkowie zamieszkiwali południowe gminy pięciu powiatów: nowosądeckiego, gorlickiego, jasielskiego, krośnieńskiego, sanockiego oraz część powiatu leskiego.
9 września 1944 przedstawiciele PKWN i rządu Ukraińskiej SRR podpisali układ o wymianie ludności. W myśl układu prawo do przesiedlenia się z Polski do Ukraińskiej SRR przysługiwało obywatelom polskim „narodowości ukraińskiej, białoruskiej, rosyjskiej i rusińskiej”.
Przesiedlenia, odbywające się na mocy postanowień tego układu, miały początkowo charakter dobrowolny (do września 1945) i odbywały się w dużej mierze pod wpływem intensywnej radzieckiej propagandy przesiedleńczej. W drugiej fazie (od września 1945 do lipca 1946) przesiedlano już przymusowo, przy pomocy wojska (działo się to wbrew postanowieniom układu).
Na środkowej i zachodniej Łemkowszczyźnie najwięcej dobrowolnych wyjazdów odnotowano z powiatu jasielskiego (91,2% Łemków). Około 70% ówczesnej społeczności łemkowskiej wyjechało również z powiatów krośnieńskiego, gorlickiego, nowosądeckiego. W lecie 1945 nie było już chętnych do dobrowolnego wyjazdu. Wbrew silnej presji radzieckiej znaczna liczba Łemków wyjechała tylko ze środkowej i zachodniej Łemkowszczyzny. Na terenie Łemkowszczyzny wschodniej program przesiedleń poniósł klęskę ze względu na kontrakcję UPA, bierny opór samych Łemków oraz pomoc lokalnej polskiej administracji. Przedstawiciele obu aparatów przesiedleńczych uzgodnili, iż na terenach, na których nie znaleziono chętnych do dobrowolnego przesiedlenia, dla ochrony akcji zostanie wysłane wojsko. Poskutkowało to rozpoczęciem wysiedlania opornych mieszkańców siłą.
Przeciw przymusowym przesiedleniom protestowali wszyscy starostowie z opisywanego obszaru: nowosądecki, gorlicki, jasielski, sanocki. Wielu Łemkom udało się uniknąć wyjazdu także dzięki łapówkom, konwersji na rzymskokatolicyzm bądź ukrywaniu się w szałasach po słowackiej stronie gór.
Ostateczny cios łemkowskiej społeczności na jej ojczystych ziemiach zadała akcja „Wisła”. Dotknęła ona około 200 miejscowości zamieszkanych przez Łemków i całkowicie rozbiła i rozproszyła tę społeczność na polskich ziemiach północnych i zachodnich. Mimo iż oficjalnym pretekstem do przeprowadzenia akcji „Wisła” była konieczność likwidacji ugrupowań UPA, znamienne jest, że na Łemkowszczyźnie formacja ta była siłą, która przyszła z zewnątrz i znajdowała znikome poparcie wśród samych Łemków, a do powiatu nowotarskiego nawet nigdy nie dotarła.
Łemków przesiedlono zwłaszcza na obszary wiejskie 14 z 27 powiatów ówczesnego województwa wrocławskiego (największe grupy znalazły się w powiatach wołowskim, lubińskim, legnickim, oleśnickim, oławskim). Z czasem Łemkowie utworzyli większe społeczności także w takich miastach, jak Wrocław, Legnica, Wałbrzych, Wołów, Lubin.
W rezultacie obu przesiedleń Łemkowszczyzna prawie całkowicie wyludniła się ze swej społeczności autochtonicznej. Przestało istnieć 20 wsi łemkowskich, a w innych pozwolono pozostać najwyżej pojedynczym rodzinom. Dotkliwe straty poniosła kultura Łemków, zniszczeniu uległo wiele cerkwi.